# Poncione Pro do Rodùc
Poncione Pro do Rodùc är en bergstopp i Schweiz.   Den ligger i distriktet Leventina och kantonen Ticino, i den sydöstra delen av landet, 110 km öster om huvudstaden Bern. Toppen på Poncione Pro do Rodùc är 2 507 meter över havet, eller 81 meter över den omgivande terrängen. Bredden vid basen är 0,58 km.
Terrängen runt Poncione Pro do Rodùc är bergig åt sydost, men åt nordväst är den kuperad. Närmaste större samhälle är Acquarossa, 18,6 km sydost om Poncione Pro do Rodùc. 
Trakten runt Poncione Pro do Rodùc består i huvudsak av gräsmarker. Runt Poncione Pro do Rodùc är det glesbefolkat, med 8 invånare per kvadratkilometer.